# Wieniawa Lublin
Wieniawa Lublin – polski klub piłkarski z siedzibą w mieście Lublin, działający w latach 1932–1937 i 2000–2011.

## Historia
Chronologia nazw:
- 1932: Ż.K.S. [Żydowski Klub Sportowy] Wieniawa Lublin
- 1937: klub zlikwidowano
- 01.07.2000: MKP [Młodzieżowy Klub Piłkarski] Wieniawa-Lublinianka
- 2002: KP [Klub Piłkarski] Wieniawa Lublin
- 2011: klub rozwiązano – po fuzji z KS Lublinianka, tworząc KS Lublinianka-Wieniawa

Żydowski Klub Sportowy Wieniawa został założony w lubelskiej dzielnicy Wieniawa w 1932 roku przez społeczność żydowską, w której przeważali biedni żydowscy rzemieślnicy i handlarze. Początkowo działał półlegalnie jako oddział klubu Sztern. Urząd Wojewódzki zgłaszał kilka zastrzeżeń formalnych do niektórych punktów w statucie klubu, jednak po ich zmianie i uzupełnieniu Wieniawa została oficjalnie zarejestrowana. Siedziba klubu znajdowała się przy ulicy Króla Leszczyńskiego, w jego skład wchodziło około 50 członków.
W 1934 roku drużyna zadebiutowała w rozgrywkach Klasy B Lubelskiego OZPN. Po zdobyciu tytułu mistrza Klasy B awansowała do Lubelskiej klasy A. W następnym 1935 roku zespół zajął 6.miejsce w okręgowej Klasie A.
Drużyna zyskała na Wieniawie i Czechowie ogromne rzesze zwolenników, na mecze przychodzili nawet ortodoksyjni Żydzi, którzy wcześniej nie uczestniczyli w rozgrywkach piłkarskich. W 1935 roku Wieniawa stała się klubem żydowsko-polskim, wówczas do drużyny dołączyło czworo polskich piłkarzy (według niektórych źródeł także zawodniczek, prawdopodobnie siatkarek), którzy opuścili jednak Wieniawę w roku 1936.
W 1936 roku zespół awansował na piątą lokatę, ale w sezonie 1936/37 uplasował się na ostatniej czwartej pozycji i spadł do Klasy B. Oprócz działalności sportowej, klub angażował się także w przedsięwzięcia o charakterze kulturalnym. W drugiej połowie lat 30. w Wieniawie zaczęły umacniać się wpływy nielegalnej Komunistycznej Partii Polski. Decyzją władz państwowych drużyna została z tego powodu zlikwidowana wiosną 1937 roku, a niektórzy jej członkowie aresztowani, trudno jednak jednoznacznie stwierdzić, na ile zarzuty te znajdowały potwierdzenie w rzeczywistych sympatiach członków Wieniawy.
Dopiero 1 lipca 2000 roku klub został reaktywowany jako Młodzieżowy Klub Piłkarski Wieniawa-Lublinianka z woli rodziców młodych piłkarzy grających w KS Lublinianka i trenerów prowadzących w tym klubie zajęcia dla nich. W 2002 roku klub zmienił nazwę na Wieniawa Lublin. Początkowo klub funkcjonował jako ośrodek szkoleniowy młodych piłkarzy. Dopiero w sezonie 2007/08 debiutował w rozgrywkach Lubelskiej Klasy A, w której odniósł zwycięstwo w grupie Lublin IV i awansował do Lubelskiej klasy okręgowej. Sezon 2008/09 zespół zakończył na drugiej pozycję w Grupie Lublin XIV. A w następnym sezonie 2009/10 zdobył mistrzostwo Lubelskiej ligi okręgowej i awansował do IV ligi, w której występowała Lublinianka. Pierwszy sezon na piątym poziomie zespół zakończył na 11.miejscu w Grupie III (lubelskiej). W celu wzmocnienia zespołu z Lublina w lipcu 2011 roku doszło do fuzji KP Wieniawa i KS Lublinianki. Zjednoczony klub z nazwą KS Lublinianka-Wieniawa startował w sezonie 2011/12 w IV lidze, po czym Wieniawa zaprzestała swoją działalność.

## Barwy klubowe, strój, herb, hymn
|  |  |  |

Klub ma barwy zielono-biało-czerwone. Piłkarze domowe spotkania zazwyczaj grają w żółtych koszulkach, białych spodenkach oraz niebieskich getrach.

## Sukcesy

### Trofea międzynarodowe
Nie uczestniczył w rozgrywkach europejskich (stan na 31-05-2024).

### Trofea krajowe
| \| \| Zdobyte trofea w rozgrywkach Polski (stan na: 31-05-2024) \| |                                                           |      |                  |
| Rozgrywki                                                          | Osiągnięcie                                               | Razy | Sezon(y)         |
| Mistrzostwo                                                        | I miejsce                                                 | 0    |                  |
| Mistrzostwo                                                        | II miejsce                                                | 0    |                  |
| Mistrzostwo                                                        | III miejsce                                               | 0    |                  |
| Puchar                                                             | zdobywca                                                  | 0    |                  |
| Puchar                                                             | finalista                                                 | 0    |                  |
| II liga                                                            | I miejsce                                                 | 0    |                  |
| II liga                                                            | II miejsce                                                | 0    |                  |
| II liga                                                            | III miejsce                                               | 0    |                  |
| II liga                                                            | 5. miejsce                                                | 1    | 1936 (gr.Lublin) |
| Polska                                                             | Zdobyte trofea w rozgrywkach Polski (stan na: 31-05-2024) |      |                  |

- Lubelska Klasa B
  - mistrz (1): 1934

## Poszczególne sezony

### Rozgrywki międzynarodowe

#### Europejskie puchary
Klub nie uczestniczył w rozgrywkach europejskich.

### Rozgrywki krajowe
| \| Polska \| Bilans występów klubu w rozgrywkach piłkarskich Polski (Stan na 31 maja 2024 r.) \| \| |                                                                                  |        |       |   |   |   |    |    |     |                 |        |        |      |
| Poziom                                                                                              | Rozgrywki                                                                        | Sezony | Mecze | Z | R | P | B+ | B– | Pkt | Lata            | Awanse | Spadki | Naj. |
| I                                                                                                   | Liga                                                                             | 0      |       |   |   |   |    |    |     |                 |        |        |      |
| II                                                                                                  | Klasa A / Liga Okręgowa                                                          | 3      |       |   |   |   |    |    |     | 1935–1937       | 0      | 1      | 5    |
| III                                                                                                 | Klasa B / Klasa A                                                                | 3      |       |   |   |   |    |    |     | 1934, 1937–1939 | 1      | 0      | 1    |
| IV                                                                                                  | III liga / Klasa C / Klasa B                                                     | 0      |       |   |   |   |    |    |     |                 |        |        |      |
| | Puchar Polski                                                                    | 0      |       |   |   |   |    |    |     |                 |        |        |      |
| Polska                                                                                              | Bilans występów klubu w rozgrywkach piłkarskich Polski (Stan na 31 maja 2024 r.) |        |       |   |   |   |    |    |     |                 |        |        |      |

## Struktura klubu

### Stadion
Klub nie miał swojego stadionu. Drużyna rozgrywała swoje mecze domowe w Lublinie na stadionie Lublinianki przy ulicy Leszczyńskiego 19, który ma pojemność około 20.000 miejsc, w tym 228 siedzących. Potoczna nazwa: "Stadion na Wieniawie". Obiekt powstał w dzielnicy Wieniawa w miejscu boiska, które wybudowali Niemcy na terenie byłej synagogi i kirkutu (macewy zostały przez nich użyte do wzmacniania fundamentów kamienic przy ul. Spokojnej), wyburzonych wraz z całą żydowską dzielnicą w 1940 roku. W okresie międzywojennym klub również nie miał swojego stadionu, a rozgrywał swoje mecze domowe na stadionie przy ul. Okopowej, który był terenem należącym do wojska poprzez Urząd Wychowania Fizycznego i Przysposobienia Obronnego. 

## Kibice i rywalizacja z innymi klubami

### Derby
- Hakoah Lublin
- Hapoel Lublin
- Jutrznia Lublin
- Makkabi Lublin
- Sztern Lublin (Gwiazda)
- ŻAKS Lublin
- AZS Lublin (Sparta)
- Budowlani Lublin
- Gwardia Lublin
- KS Lublinianka
- Motor Lublin
- Sygnał Lublin